# Máximo III de Constantinopla
Máximo III de Constantinopla (em grego: Μάξιμος Γ΄; m. 3 de abril de 1482), nascido Manuel Cristônimo (em grego: Μανουήλ Χριστώνυμος; romaniz.: Manuel Christonymos), foi patriarca ecumênico de Constantinopla entre 1476 e sua morte em 1482. Além disto, foi um renomado acadêmico e é comemorado como santo pela Igreja Ortodoxa, com festa em 17 de novembro.

## História
Manuel Cristônimo provavelmente era nativo do Peloponeso, na Grécia. Já em Constantinopla, tornou-se megas ekklesiarches (grande sacristão). Depois da Queda de Constantinopla (1453), assumiu também a função de escevofílax, responsável pelos tesouros sagrados e relíquias do Patriarcado Ecumênico, e, neste posto, Manuel entrou em conflito com o patriarca Genádio Escolário por questões financeiros. Sob o patrocínio do secretário do sultão otomano, Demétrio Kyritzes, Manuel, juntamente com o grande cartofílax Jorge Galesiota, influenciou a vida da Igreja de Constantinopla pelos próximos vinte anos.
Em 1463, Manuel apoiou o patriarca Josafá I em sua recusa de atender o pedido do poderoso político Jorge Amiroutzes, um nobre grego do antigo Império de Trebizonda, que queria se casar com uma segunda esposa, um caso claro de bigamia segundo o direito canônico cristão. Como punição por seu apoio ao patriarca, Manuel teve seu nariz decepado por ordem do sultão Maomé II.
No outono de 1465 (ou início do ano seguinte), Manuel patrocinou a eleição ao patriarcado de Marco II e depois se opôs aos patriarcas apoiados por outras facções, como Simeão de Trebizonda e Dionísio I, que, em 15 de janeiro de 1467, aprovou a retirada de todas as dignidades eclesiásticas investidas em Galesiotes e em Manuel.
Porém, eles logo recuperaram sua influência. Manuel conseguiu recuperar a estima do sultão Maomé II e, na primavera de 1476, ele próprio conseguiu ser eleito patriarca. Como ele era ainda um leigo, Manuel primeiro se tornou monge com o nome religioso de Máximo e, no dia seguinte, foi consagrado bispo e entronizado patriarca pelo bispo metropolitano de Heracleia Perinto, como mandava a tradição. Seu reinado encerrou um período de instabilidade para a Igreja Ortodoxa na região e é lembrado como um tempo de paz e consenso.
Máximo morreu em 3 de abril de 1482. Sua principal obra literária é a "Monódia sobre a Captura de Constantinopla".